# Driedaagse van Frankfurt
De Driedaagse van Frankfurt (Duits: Int. 3-etappen Rundfahrt der Rad Junioren) was een Duitse meerdaagse wielerwedstrijd voor junioren die het eerst van start ging in 1971. De wedstrijd stond op de UCI kalender voor junioren. De editie van 2014 kon vanwege financiële problemen niet worden verreden en sindsdien is de koers niet meer georganiseerd.
Drie Nederlanders wisten deze klimdriedaagse in de Taunus op hun naam de schrijven: Rik Reinerink (1991), Thomas Dekker (2002) en Wilco Kelderman (2009). Daarnaast zijn er meerdere Nederlanders die in de loop der jaren op het eindpodium wisten te eindigen: A. Vissers (1975), John Talen (1983), Antoine Lagerwey (1986), Gerard Kemper (1988), Peter Schep (1995), Koen de Kort (2000), Norman Meerkerk (2002), Sjoerd Kouwenhoven (2007), Ivar Slik (2011) en Thijs van Beusichem (2011).

## Winnaars

### Meervoudige winnaars
| Overwinningen | Renner      | Land       | Jaren       |
| ------------- | ----------- | ---------- | ----------- |
| 2             | Kim Eriksen | Denemarken | 1981 + 1982 |

### Overwinningen per land
| Overwinningen | Land                                               |
| ------------- | -------------------------------------------------- |
| 16            | Duitsland                                          |
| 5             | Denemarken                                         |
| 3             | Frankrijk , Italië , Nederland , Zweden            |
| 2             | België , Zwitserland                               |
| 1             | Luxemburg , Kazachstan , Rusland, Verenigde Staten |